# 杉山順一
杉山 順一（すぎやま じゅんいち、1967年（昭和42年） - ）は、北海道テレビ放送（HTB）のディレクター・プロデューサー。通称、杉山ちん。

## プロフィール
東京都出身。早稲田大学を卒業後、1990年、HTBに入社。同期には『水曜どうでしょう』チーフディレクターで有名な藤村忠寿と元HTBアナウンサーで、ディレクター・プロデューサーの戸島龍太郎が居る。
1992年に劇団OOPARTSを主宰していた鈴井貴之に出会う。鈴井の下、『週刊Nanだ!Canだ!』でミニCMドラマ「竜馬が疾る!」を制作し、以降鈴井やTEAM NACSらが所属するCREATIVE OFFICE CUE関連の番組制作に携わる。
『モザイクな夜V3』に出演していた当時一大学生の大泉洋の才能をいち早く見出したのが同期入社の藤村であることは周知の事実だが、CREATIVE OFFICE CUE副社長（現:社長）の鈴井亜由美の紹介を受けて大泉の登用を決め、デビューに立ち会ったのは杉山である。また、「水曜どうでしょう」のテーマ曲『1/6の夢旅人』を手がけた樋口了一がHTBと関わるきっかけを作ったのも杉山である（1/6の夢旅人#樋口とHTBの関係参照）。
『水曜どうでしょう』のサイコロ3ではドラマ制作で同行できない嬉野雅道Dに代わって同行。その中で、余りの長期ロケの辛さ（他にも水曜どうでしょうDVDの副音声などによると、ロケ内容に余り興味がなかった模様）からか、出演者の大泉洋に「逃げちゃお」と逃亡を提案するも、後日、大泉に暴露され、金沢～博多間の夜行バス「加賀号」車内にて自慰行為に及んだ事も暴露される。
酒豪であり、その点でも鈴井と意気投合しており、「サイコロ3」では旅先で乗車した深夜バスの車内で泥酔する。更に酒の弱い大泉を泥酔させてしまう。
その後1999年に鈴井とともに新たな深夜番組『鈴井の巣』（2002年2月から『ドラバラ鈴井の巣』）を立ち上げ、チーフディレクターを務める。2004年3月の異動で『鈴井の巣』を離れ、以降3年間情報部で情報ワイド番組『イチオシ!』の製作に携わった。
2007年の秋の異動で再び制作部に異動し、『ハナタレナックス』のチーフディレクターとなる。
2010年4月より、所属していた同局制作部とかつて所属していた同情報部（『イチオシ!』などを制作）を統合した情報制作部の部長に就任した。
2012年7月番組ホームページにて入籍を発表した。
2018年春の人事異動に伴いコンテンツ事業室に異動。『ハナタレ』にはゼネラルプロデューサーとして引き続き関わりながら、同番組を含めたコンテンツビジネスに携わる。

## 担当番組

### 現在
- ハナタレナックス（2007年10月よりチーフディレクター、2010年4月よりプロデューサー、2018年4月よりゼネラルプロデューサー）
- 水曜どうでしょう（7代目プロデューサー、「サイコロ3」では嬉野Dの代役で同行）
- おにぎりあたためますか（2021年7月よりゼネラルプロデューサー）

### 過去
- 週刊Nanだ!Canだ!
- Funky mama 今日もすっぴん
- モザイクな夜V3
- 鈴井の巣シリーズ
  - 鈴井の巣
  - 鈴井の巣 presents n×u×k×i
  - ドラバラ鈴井の巣
    - 雅楽戦隊ホワイトストーンズ
- イチオシ!
- 素晴らしい世界
- 別に普通の恋
- イチオシ!モーニング
- 平岸我楽多団
- HTB開局40周年記念「〜ありがとう40年〜全部たしたら10時間!ユメミル広場に大集合!!」